# Sima Shi
Sima Shi (chinesisch 司馬師, Pinyin Sīmǎ Shī), Großjährigkeitsname Ziyuan (子元; * um 208; † 255), war ein Beamter der Wei-Dynastie zur Zeit der Drei Reiche im alten China. Im Jahre 249 stürzte er mit seinem Vater Sima Yi den Regenten des Wei-Kaisers Cao Fang, Cao Shuang. Damit begann die Sima-Familie, die Macht im Reich zu übernehmen. Sima Shi folgte seinem Vater nach dessen Tod 251 als Regent nach. Er hatte die Macht fest im Griff; als Cao Fang im Jahre 254 erwog, Sima Shi zu stürzen, setzte er den Kaiser ab und erhob stattdessen Cao Mao zum Kaiser. Nach seinem Tod ging die Macht auf seinen Bruder Sima Zhao über, dessen Sohn Sima Yan die Wei-Kaiser endgültig absetzte und die Jin-Dynastie gründete. Er würdigte die Verdienste seines Onkels Sima Shi, indem er ihn postum zum Kaiser Jing von Jin (晉景帝) ernannte, mit dem Tempelnamen Shizong (世宗).

## Leben
Sima Shis Geburtsdatum ist unbekannt. Er war Sima Yis ältester Sohn; seine Mutter war Sima Yis Gemahlin Zhang Chunhua (張春華,  Zhāng Chūnhuá). In seiner Jugend war Sima Shi für seine Gewandtheit und Intelligenz bekannt. Weil schon sein Vater eine hohe Stellung unter den Beamten einnahm, gelang auch ihm selbst ein rascher Aufstieg.
Sima Shi war mit Xiahou Hui verheiratet, die eine Tochter des Generals Xiahou Shang war. Sie gebar ihm fünf Töchter, aber keinen Sohn. Im Jahr 234 wurde sie unter mysteriösen Umständen vergiftet; Sima Yan verlieh ihr nach seiner Thronbesteigung postum den Titel Kaiserin Jinghuai (景懷皇后). Seine zweite Gemahlin Wu (吳), die Tochter des Wu Zhi (吳質), verstieß er. Seine dritte Gemahlin war Yang Huiyu. Weil auch sie keinen Sohn gebar, adoptierte Sima Shi seinen Neffen Sima You (司馬攸), den Sohn seines Bruders Sima Zhao.
Im Jahre 248 beschloss Sima Yi, den Regenten Cao Shuang zu stürzen. Dem Jin Shu zufolge weihte er nur seinen Sohn Sima Shi in die Pläne ein. Der Historiker Sima Guang findet es merkwürdig, dass Sima Yi seinen zweiten Sohn Sima Zhao ausschloss, und gibt in seinem Werk Zizhi Tongjian der Meinung Ausdruck, dass Sima Yi beide eingeweiht habe. Sima Shi sammelte 3000 ergebene Männer, mit deren Hilfe der Staatsstreich im nächsten Jahr reibungslos gelang.
Als Sima Yi die Regentschaft für Kaiser Cao Fang übernommen hatte, verlieh er seinem ältesten Sohn den Titel Marquis von Changpingxiang und machte ihn zu seinem Assistenten. Über Sima Shis Verdienste dieser Zeit gibt es keine Aufzeichnungen. Als sein Vater zwei Jahre später starb, folgte er ihm als Regent nach. Kurz zuvor hatte sein Vater noch einen Aufstand des Generals Wang Ling (王淩) erstickt, der geplant hatte, den Prinzen Cao Biao zum Kaiser zu erheben. Sima Yi hatte die Familien von Wang Ling und seinen Mitverschwörern hinrichten lassen.

### Regentschaft für Cao Fang
Sima Shi war ein fähiger Politiker und Verwalter, aber er wollte auch seine militärische Kompetenz rasch unter Beweis stellen. Im Jahre 252 griff er den südlichen Rivalen Wu an, dessen Kaiser Sun Quan jüngst verstorben war. Sein Nachfolger Sun Liang war noch jung und stand unter der Regentschaft Zhuge Kes, der Sima Shis Armee eine bedeutende Niederlage beibringen konnte. Sima Shi bewies seine Weisheit, indem er die Schuld für die Niederlage auf sich nahm und diejenigen Generäle beförderte, die von dem Angriff abgeraten hatten. Indem er Zhuge Ke ein Jahr später bei Hefei besiegte, konnte er seinen guten Ruf wiederherstellen. Zhuge Ke jedoch ging an seinem Stolz zugrunde und starb noch im selben Jahr.
Im Jahr 254 gelang es Sima Shi, seine Macht auf Kosten Cao Fangs auszudehnen. Der Kaiser hatte sich dem Minister Li Feng (李豐) anvertraut, und Sima Shi verdächtigte die beiden, sich gegen ihn verschworen zu haben. Er verhörte Li Feng, und als dieser sich weigerte, seine Vertraulichkeiten mit dem Kaiser offenzulegen, prügelte Sima Shi ihn mit einem Schwertheft zu Tode. Er beschuldigte ihn sowie seine Vertrauten Xiahou Xuan (夏侯玄) und Zhang Ji (張緝) des Verrats und ließ sie mitsamt ihren Familien hinrichten. Er zwang den Kaiser sogar, seine Gemahlin Kaiserin Zhang zu verstoßen, die Zhang Jis Tochter war. Seine Brutalität verschaffte Sima Shi die Unterordnung aller Beamten.
Cao Fang aber war über den Tod Zhang Jis und Xiahou Xuans erzürnt und verschwor sich mit seinen Vertrauten. Sie schlugen ihm vor, sich Sima Zhaos Truppen zu bemächtigen, sobald dieser zu seinem offiziellen Besuch an den Hof käme, bevor er sein Kommando bei Chang’an übernehme. Cao Fang gefiel dieser Plan, aber er zögerte, ihn auszuführen. Trotzdem erfuhr Sima Shi davon. Er setzte Cao Fang ab und degradierte ihn zum Prinzen von Qi, verschonte aber sein Leben. Bezüglich der Nachfolgefrage erklärte Sima Shi der Kaiserinmutter Guo, Cao Fangs Stiefmutter, dass er sich für Cao Ju (曹據) entschieden habe, der ein Sohn des ersten Wei-Kaisers Cao Pi war. Kaiserinmutter Guo riet ihm davon jedoch ab, weil auf diese Weise die Erbfolge des zweiten Kaisers Cao Rui übergangen werde. Sie schlug stattdessen Cao Mao vor, der mit 13 Jahren zwar noch recht jung, dafür aber für seine Intelligenz bekannt war und vielleicht ein Gegengewicht zur Macht der Sima-Familie werden konnte. Sima Shi musste nachgeben und ernannte Cao Mao zum Kaiser.

### Regentschaft für Cao Mao
Die Hoffnung der Kaiserinmutter Guo erfüllte sich nicht, denn Cao Mao machte keinerlei Anstalten, sich der wachsenden Macht der Sima-Familie entgegenzustellen. Der General Wuqiu Jian reagierte auf die Absetzung Cao Fangs mit einem Aufstand (255) in der wichtigen östlichen Stadt Shouchun (壽春, im heutigen Lu’an, Anhui), dem sich der General Wen Qin (chinesisch 文欽) anschloss. Sima Shi erstickte den Aufstand mit seinen Streitkräften, und Wuqiu Jian wurde mitsamt seiner Familie hingerichtet, während Wen Qin mit seinen Söhnen ins Reich Wu floh.
Trotz des Erfolges forderte die Kampagne ihren Preis. Sima Shi war bereits vor dem Aufstand an einem Augenleiden erkrankt, das erst kurz vor dem Feldzug operiert worden war. Er wollte die Führung der Kampagne deswegen seinem Onkel Sima Fu anvertrauen, aber auf das Drängen seiner Generäle Zhong Hui und Fu Gu (傅嘏) übernahm er selbst die Führung. Zwar gelang ihm ein glorreicher Sieg, aber bei einem Überfall von Wen Yuan (文鴛), einem Sohn von Wen Qin, rieb er im Stress sein Auge, und es quoll ihm aus dem Schädel. Sein Zustand verschlimmerte sich rapide, und keinen Monat später starb er. Sein Bruder Sima Zhao folgte ihm nach.